# Лаутерах
Лаутерах (нім. Lauterach) — ярмаркове містечко та громада округу Брегенц в землі Форарльберг, Австрія. Лаутерах лежить на висоті 412 м над рівнем моря і займає площу 11,92 км². Громада налічує 9612 мешканців. 
Густота населення 806/км².  
Громада лежить в районі, який носить назву Брегенцвальд (нім. Bregenzerwald). Неподалік розкинулося Боденське озеро. Населення Форальбергу розмовляє алеманським діалектом німецької мови, а тому ближче до швейцарців, ніж до населення більшої частини Австрії, яке розмовляє баварсько-австрійським діалектом. 
|                                   |
| Лаутерах на мапі округу та землі. |

Адреса управління громади: Montfortplatz 2, 6923 Lauterach (Vorarlberg). 

## Демографія
Історична динаміка населення міста за даними сайту Statistik Austria